# ديفيد س. نورتن
ديفيد س. نورتن (بالإنجليزية: David C. Norton)‏ هو محامي وقاضي أمريكي، ولد في 1946 في واشنطن العاصمة في الولايات المتحدة.